# Ɓ
Ɓ (minúsculo: ɓ), chamado de "B-gancho" ou "B com um gancho", é uma letra do alfabeto latino e do alfabeto africano internacional. Sua forma minúscula, ɓ, representa um implosivo bilabial sonoro no Alfabeto Fonético Internacional. É usada para representar esse som em várias línguas, especialmente o fula, o haúça e o giziga. Também foi anteriormente usada ou pelo menos proposta para o xhosa e o zulu.
No Unicode, a letra maiúscula Ɓ está na faixa do Alfabeto Latino Estendido B (U+0181), e a letra minúscula ɓ está na faixa IPA (U+0253). Em Shona, a forma maiúscula é apenas uma forma maior da letra minúscula.

## Forma capital alternativa ou obsoleta
O Practical Orthography for African Languages (edição de 1930) usava uma forma capital diferente, semelhante à letra cirílica be (Б). Um Novo Testamento na língua loma da Libéria, que foi tipografado em 1971, usava esta forma capital.